# Wolves at the Gate
Wolwes at the Gates est le troisième arc narratif la série de comics Buffy contre les vampires, saison huit. Il est composé de quatre numéros.

## Résumé

### #11 - A Beautiful Sunset
Buffy se remémore le partage du pouvoir de la tueuse aux potentielles, quand des centaines de jeunes filles ont été activées durant "chosen". Malheureusement certaines n'ont pas choisi d'utiliser leurs pouvoirs à bon escient, et un vol d'armes a feu est commis par un petit groupe de tueuses rebelles. Buffy se demande alors si son partage de pouvoir était vraiment une bonne idée.
Alex emmène Buffy à sa soirée d'anniversaire, faire la fête avec les autres tueuses et Dawn.
Plus tard dans la soirée Buffy sort entrainé Satsu, qui est la meilleure tueuse dans l'équipe de Buffy.
Buffy emmène Satsu dans un cimetière où se trouve un repaire de vampires.
Elle la force à se battre tout en lui avouant qu'elle sait que c'est elle qui l'a embrassée lors de son sommeil magique.
Buffy lui fait comprendre que les filles, c'est pas son truc[Quoi ?]. Elle lui explique aussi que le fait qu'elle soit amoureuse est très dangereux car toutes les personnes qui l'ont aimé ont mal fini...
Buffy fond en larmes, réalisant qu'au bout du compte elle est et sera toujours seule.
C'est à ce moment que le twilight décide de passer à l'action. Buffy se fait propulser par surprise contre un mausolée.
Twilight constate que Buffy souffre toujours, se plaint sans cesse, comme une fille[non neutre].
Satsu essaye de protéger Buffy mais elle se fait mettre KO rapidement.
Buffy essaye de couper le twilight en deux avec la scythe, comme elle avait fait pour en finir avec Caleb.
Le twilight bloque son mouvement en disant qu'il le connait déjà.
Le twilight embarque Buffy dans les airs et lui explique qu'il n'est pas là pour la tuer, pas encore. Il lui explique que l'activation des potentielles n'a pour l'instant rien apporté de bien. Buffy le combat jusqu'à ce qu'il s'en aille, ayant réussi à briser les certitudes morales de la tueuse.
Le twilight rejoint son équipe de fidèles, dont le général Voll et lieutenant Molter, ainsi que différents démons.
Il s'apprête à soulever son masque, mais la révélation de son identité sera pour une autre fois car c'est pour se gratter le cou...
Alex rassure Buffy sur le fait grâce à elle les jeunes tueuses sont ensemble et pourront bientôt vraiment passer à l'action.

### #12 - Les loups sont à nos portes, partie 1
Xander et Renée montent la garde au château et constatent que des loups rodent autour.
Renée demande à Xander de l'inviter à sortir ensemble, et il accepte.
Willow revient au château en volant avec Andrew. elle le dépose puis se fait attaquer par une femme qui sort du brouillard.
Buffy et Satsu ont partagé une nuit de passion torride. Buffy demande à Satsu de rester discrète, mais le secret n'est pas gardé longtemps car Xander fait irruption dans la pièce pour prévenir Buffy de la présence des loups.
Ils les découvrent alors au lit et se met à paniquer, avant que Renée rentre à son tour dans la pièce pour demander s'il faut sonner l'alarme. Andrew qui vient de voir les loups dans les couloirs du château va dans la chambre de Buffy, et Dawn qui dormait à l'extérieur a été réveillé par un essaim d'abeilles et va à la fenêtre de Buffy. Tout le monde se retrouve dans la chambre de Buffy et Xander mentionne qu'il ne manque plus que Willow avant que celle-ci ne dégringole du plafond et atterrisse au milieu de la pièce, avertissant tout le monde qu'ils sont attaqués.
Un des loups se dirige vers l'armurerie et se transforme en brouillard pour passer sous la porte. il se métamorphose en homme asiatique et un autre le rejoint avant que Buffy les interrompt. Ils veulent voler la scythe et Buffy essaye de les empêcher alors qu'un des hommes se transforme en panthère et l'autre se révèle être un vampire.
La panthère s'empare de la scythe et la transmet à la femme qui avait attaqué Willow, Kumiko, qui s'envole avec l'arme de Buffy.
Buffy craint que les vampires qui ont volé la scythe aient connaissance du sort de Willow qui a activé les potentielles.
le scooby gang constate que ces vampires asiatiques peuvent se transformer en brouillard et en animal, ce qui n'est pas normal excepté pour... Dracula !

### #13 - Les loups sont à nos portes, partie 2
Quelques minutes avant que Xander et Renée arrivent chez Dracula, celui-ci est tourmenté par sa vieillesse et sa solitude, depuis que Xander l'a quitté (voir l'épisode antique, dans Tales of the vampire paru en 2004, pouvant être considéré comme l'épisode 0 de la saison 8).
Dracula est en robe de chambre et ne se rase plus, mais il aperçoit à sa fenêtre l'hélicoptère de Xander et retrouve son énergie.
Xander et Renée sont accueillis par Dracula, Dracula invite Xander a rentrer mais que Renée reste dans les écuries, la considérant comme une esclave. Xander insiste et ils rentrent dans la demeure de Dracula.
Andrew fait un cours aux tueuses sur Dracula. Il leur apprend qu'après le décès d'Anya, Xander est allé retrouver Dracula pour passer du temps "entre hommes".
Buffy prend contact avec une tueuse japonaise du nom de Aiko, qui a repéré les vampires voleurs de la scythe.
Buffy ordonne à toutes les tueuses de se préparer à partir pour le Japon, et Satsu lui suggère de laisser quelques filles au château au cas où. Buffy lui rappelle que c'est elle qui commande.
Chez Dracula, Xander et Renée prennent le thé, et découvrent que Dracula a pu dévoiler le secret de ses pouvoirs à des vampires asiatiques contre une moto alors qu'il était saoul...
Dracula se décide à agir, et décide de reprendre ce qu'on lui a volé.
Dans l'avion pour le Japon, Willow explique à Satsu que Buffy n'est pas lesbienne et que leur histoire ne mènera à rien.
Au Japon, Aiko a pris les vampires en filatures, mais se retrouve dans une ruelle seule avec un petit cercle lumineux rouge qu'elle ramasse.
C'est à ce moment-là que Kumiko, la vampire sorcière, apparaît derrière elle et utilise la scythe pour tirer un rayon rouge sur le cercle qui agit sur Aiko.
Toru, le chef des vampires, frappe alors Aiko au visage, elle se retrouve la mâchoire brisée. Il lui demande ce que ça fait d'être à nouveau une fille normale et plante ses crocs en elle.
Toru déclare l'expérience concluante et qu'il est tant de passer au niveau mondial. Kumiko s'envole alors pour révéler un immense cercle rouge lumineux sur le toit d'un immeuble...

### #14 - Les loups sont à nos portes, partie 3
Arrivée au Japon, Buffy découvre le cadavre de Aiko exposé sur un building en centre ville.
Elle ramène le corps au QG de Tokyo, et réfléchit à la suite des événements avant d'être rejoint par Willow, puis par Alex et Dracula, qui propose d'apprendre un sort utile à Willow.
Toru prépare ses troupes de vampires, se préparant à l'arrivée des tueuses.
Renée fait l'appât auprès d'un vampire en jouant la jeune écolière étrangère égarée.
Willow utilise le sort enseigné par Dracula pour contenir le vampire dans une cloison magique.
Willow verse de l'essence dans la cloison magique et le vampire leur dévoile le lieu où se trouve Toru et leur plan de retirer leurs pouvoirs aux tueuses. Buffy allume un briquet et immole le vampire qui brûle sans pouvoir s'échapper de sa prison.
Buffy ordonne à Satsu de rester au QG de Tokyo avec les tueuses japonaises, perturbées par la mort de leur chef Aiko. Satsu refuse et déclare qu'elle se rendra sur le champ de bataille.
Buffy remarque qu'elle trouve sexy le fait que Satsu l'appelle "madame"...
Renée et Alex se préparent à l'attaque, et ils s'embrassent sous l'œil jaloux de Dracula...
Des milliers de vampires sont dans les rues de Tokyo, et Willow ouvre un portail pour amener Dawn, qui joue à Godzilla. Les vampires effrayés par la géante s'enfuient, laissant le passage libre à Buffy.
Ils montent en haut du repaire de Toru pour le trouver de dos avec la scythe.
Buffy s'apprête à reprendre son arme quand Willow sent que quelque chose ne va pas.
C'est un hologramme, et le vrai Toru surgit derrière eux et empale Renée avec la scythe...

### #15 - Les loups sont à nos portes, partie 4
Renée décède quelques secondes après le coup de Toru, et des vampires surgissent de toutes parts ; Dracula dit qu'il peut les arrêter mais avec l'aide de Willow. Willow est entraînée à l'extérieur du building par Kumiko, qui lui envoie une vision de Saga Vasuki (le démon serpent de Anywhere but here) qui fait s'évanouir Willow.
Dracula s'occupe des vampires pendant que Buffy saute dans le vide espérant récupérer Willow. Après avoir mis Kumiko hors jeu, elle tente de réveiller Willow avant qu'elles ne s'écrasent au sol.
Dawn continue à prêter main-forte en écrasant les vampires, jusqu'à ce que se présente un robot géant Dawn, construit pour la contrer.
Toru commence le sort avec la scythe pour retirer les pouvoirs de chaque tueuse, mais Dracula l'en empêche et Satsu s'empare de la scythe.
Willow a juste eu le temps de transformer un passage piéton en eau pour amortir leur chute, et rejoint vite les autres en haut du building.
Dracula confie son épée à Willow, qui comme la scythe est la source de son pouvoir.
Willow lance alors le sort pour que les vampires japonais redeviennent des vampires normaux.
Les tueuses prennent alors rapidement le dessus et ils sont tous anéantis.
Dawn vainc son sosie robot en lui arrachant la tête sur les conseils d'Andrew.
Satsu sauve la vie de Buffy en tuant Raidon. Dracula tranche les membres de Toru et laisse à Alex le soin de le tuer pour se venger de la mort de Renée.
Dracula dit au revoir à Alex, qui l'informe qu'il ne sera plus jamais son esclave.
Satsu décide de rester à Tokyo pour s'éloigner de Alex laisse s'envoler les cendres de Renée.